# Miquel d'Esplugues
Miquel d'Esplugues, al secolo Pere Campreciós i Bosch (Esplugues de Llobregat, 1870 – Barcellona, 1934), è stato un presbitero spagnolo, frate cappuccino.

## Biografia
Orfano di padre a sei anni, studiò Discipline umanistiche nel Seminario Conciliare di Barcellona e nel 1887 diventò cappuccino. Fu professore di filosofia (1892) e teologia dal (1898) e venne ordinato prete nel 1893. Come primo consigliere e vicario in capite della provincia cappuccina navarro-catalana, nel 1900 riuscì nella restaurazione dell'antica provincia catalana e fu nominato padre provinciale per due mandati (1905-1915 e 1918-1921).
Nel 1907 fondò e diresse la rivista Estudios Franciscanos (Studi Francescani) e nel 1925 la prima rivista catalana di filosofia Criterion.
Influì molto nella Lega Regionalista catalana e fu persona di fiducia di Francesc Cambó. Strutturò la Fondazione Bibbica Catalana e ne fu presidente.

## Opere
- Nostra Senyora de la Mercè. Estudi de psicologia ètnico-religiosa de Catalunya (1916). (CA)
- Sant Francesc de Sales, esperit i màximes (1906). (CA)
- Quattro volumi di comentari sul Padre Nostro (1920-1923). (CA)
- Tre volumeni di Miscel·lània de filosofia religiosa (1924-1927). Il titolo del terzo è La vera efígie del Poverello, e tratta su Francesco d'Assisi. (CA)
- El missatge d'Israel: Israel, Jesús, Sant Pau (1934). (CA)